# Västra skogen (tunnelbanestation)
Västra skogen är en station inom Stockholms tunnelbana, belägen i Västra skogen i stadsdelen Huvudsta inom Solna kommun längs den blå linjen. Den togs i bruk 31 augusti 1975.

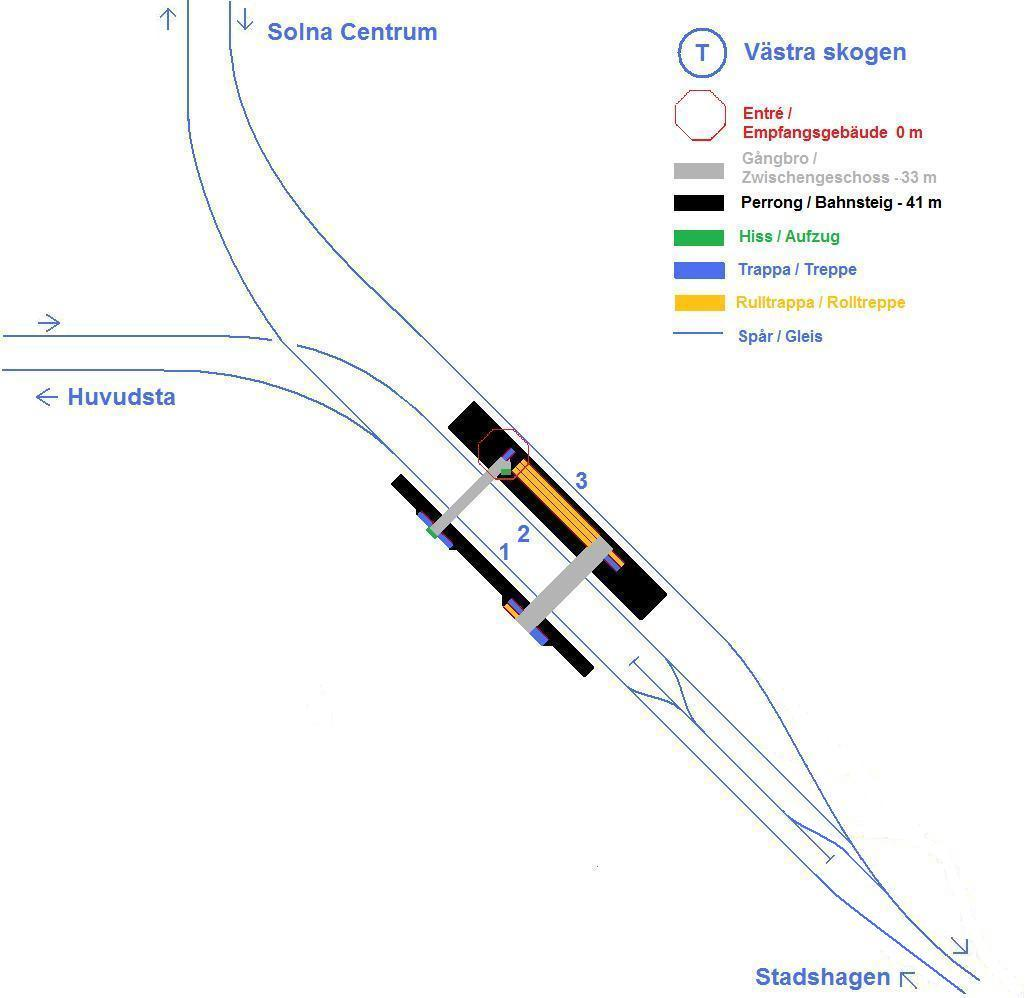
Spårplan

Stationen har tre spår och två plattformar. Här finns tunnelbanans och även Sveriges längsta rulltrappa, 66 meter lång med 33 meters stigning i höjdled. De övriga 7 metrarna övervinns av rulltrappor mellan plattformarna och ett övre plan. Enligt uppgifter från SL kommer dock en rulltrappa på T-station Nacka, också på Blå linje, bli den längsta i Sverige när den står klar år 2030; 82 meter lång med en lyfthöjd på 41 meter.
Stationen trafikeras av T-bana 3 (Blå linjen) och utgör grenstation för bangrenarna mot Hjulsta och Akalla. Avståndet från blå linjens ändstation Kungsträdgården är 4,3 kilometer. Spår 1 trafikeras av tåg mot både Akalla och Hjulsta. Spår 2 och 3 trafikeras båda av tåg mot Kungsträdgården. Motiveringen för det arrangemanget är rent trafiktekniskt, tågen från de två linjerna kan behöva vänta på varandra innan de går in på det gemensamma södergående spåret och det är bättre att det görs när tåget står vid en station. Vid Västra skogen finns trafikledningen för Blå linjen.
Konsten på stationen är skapad av konstnären Sivert Lindblom och invigdes samtidigt som stationen. Den kompletterades 1985. Lindblom anknöt till och inspirerades av mystiken i namnet "Ingentingskogen" vid utsmyckningen av Västra Skogen, som är en ovanligt stor tunnelbanestation med ovanliga lösningar (till exempel gångbroarna mellan plattformarna).
Konsten består bland annat av olika kakelklädda former längs väggarna och ett kontinuerligt kakelmönster längs plattformskanterna. Dessutom kan konstnärens egen profil urskiljas på olika ställen.

## Bildgalleri

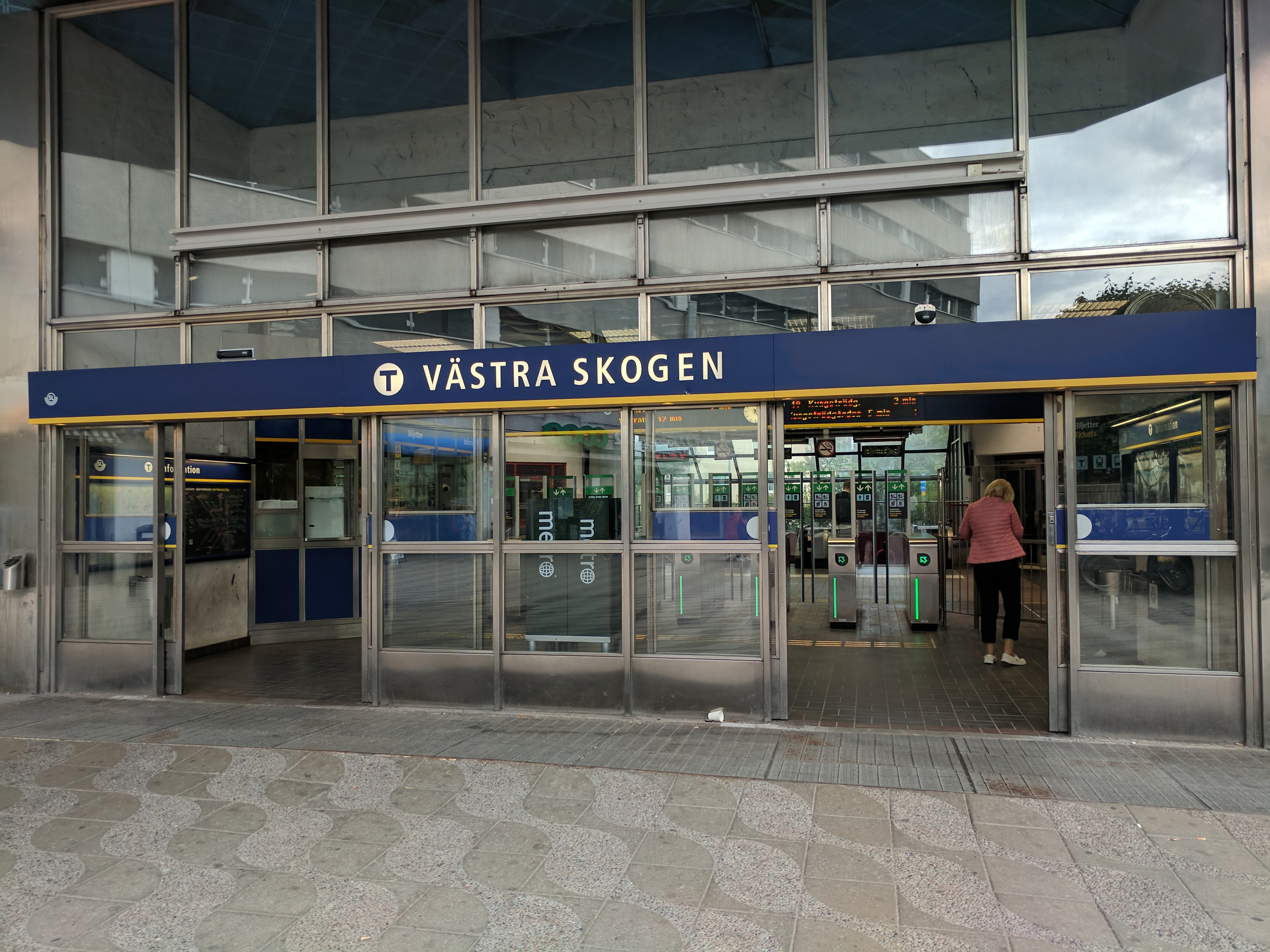
Entrén
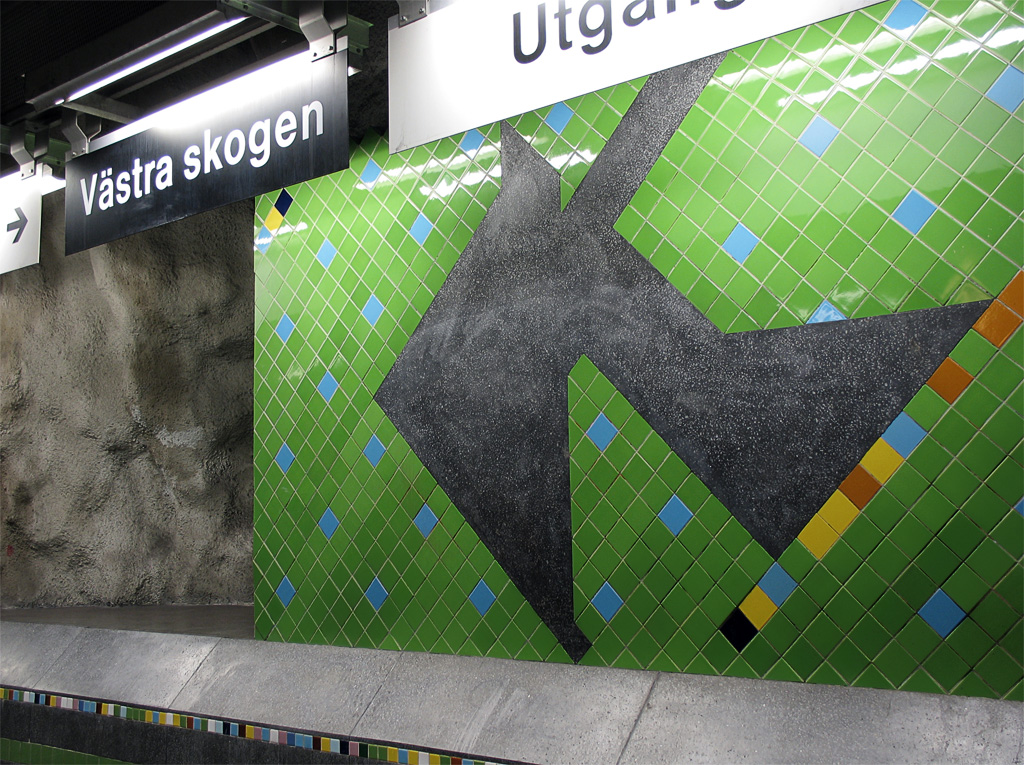
Exempel på kakelkonsten på stationen.
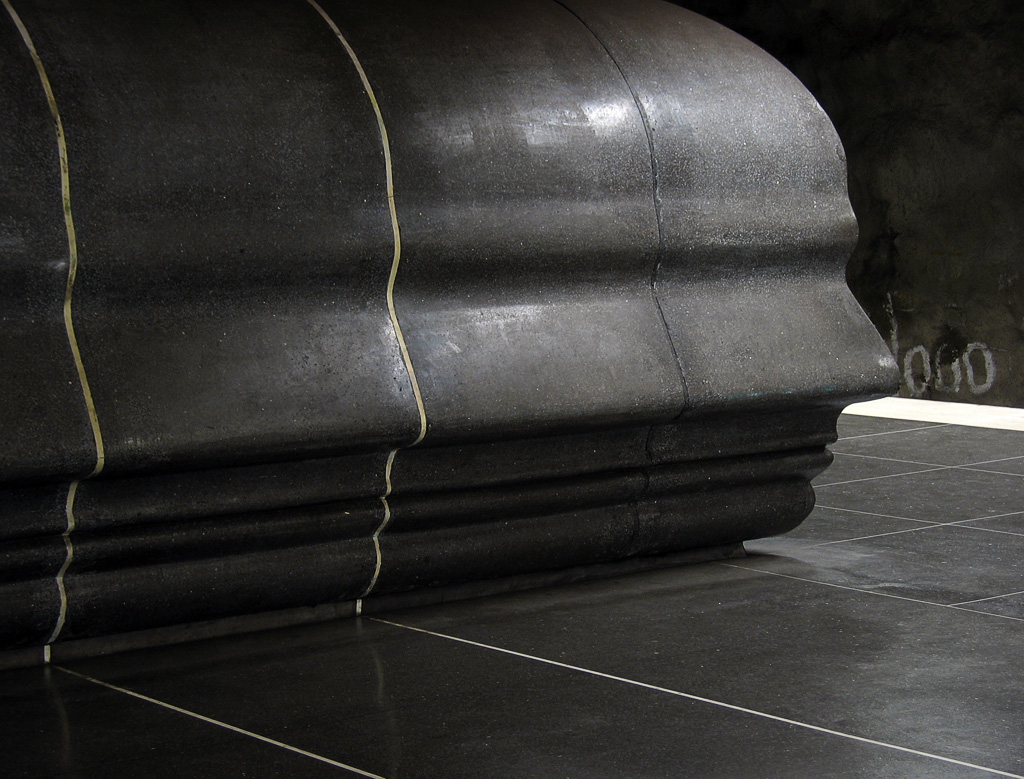
Konstnärens profil.
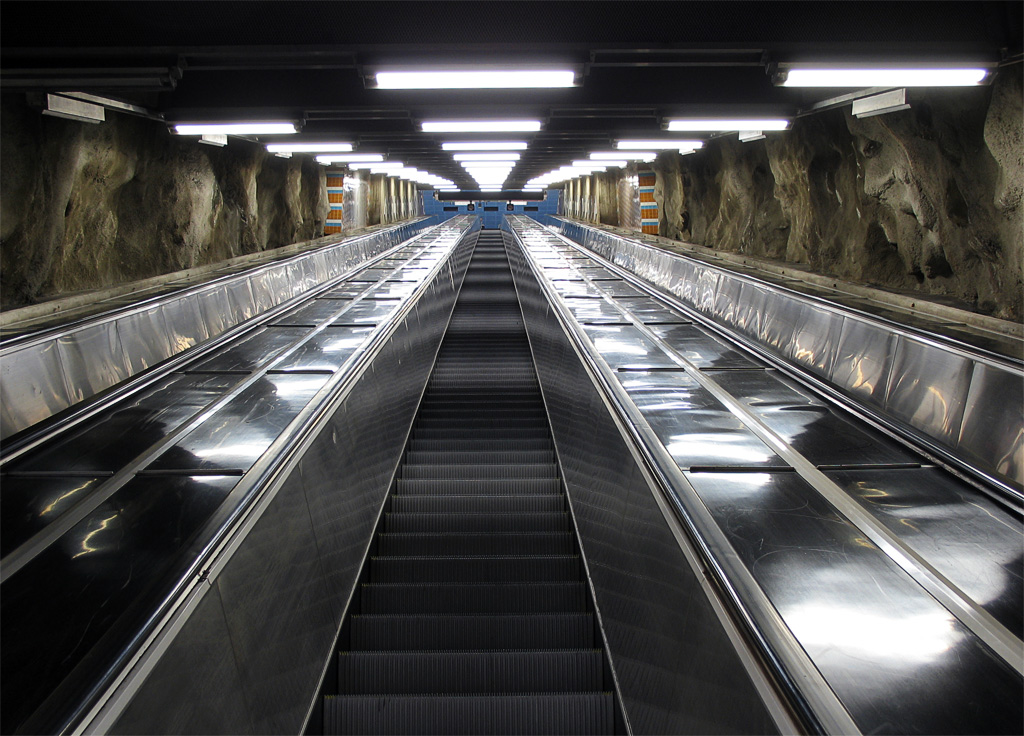
Tunnelbanans längsta rulltrappor.
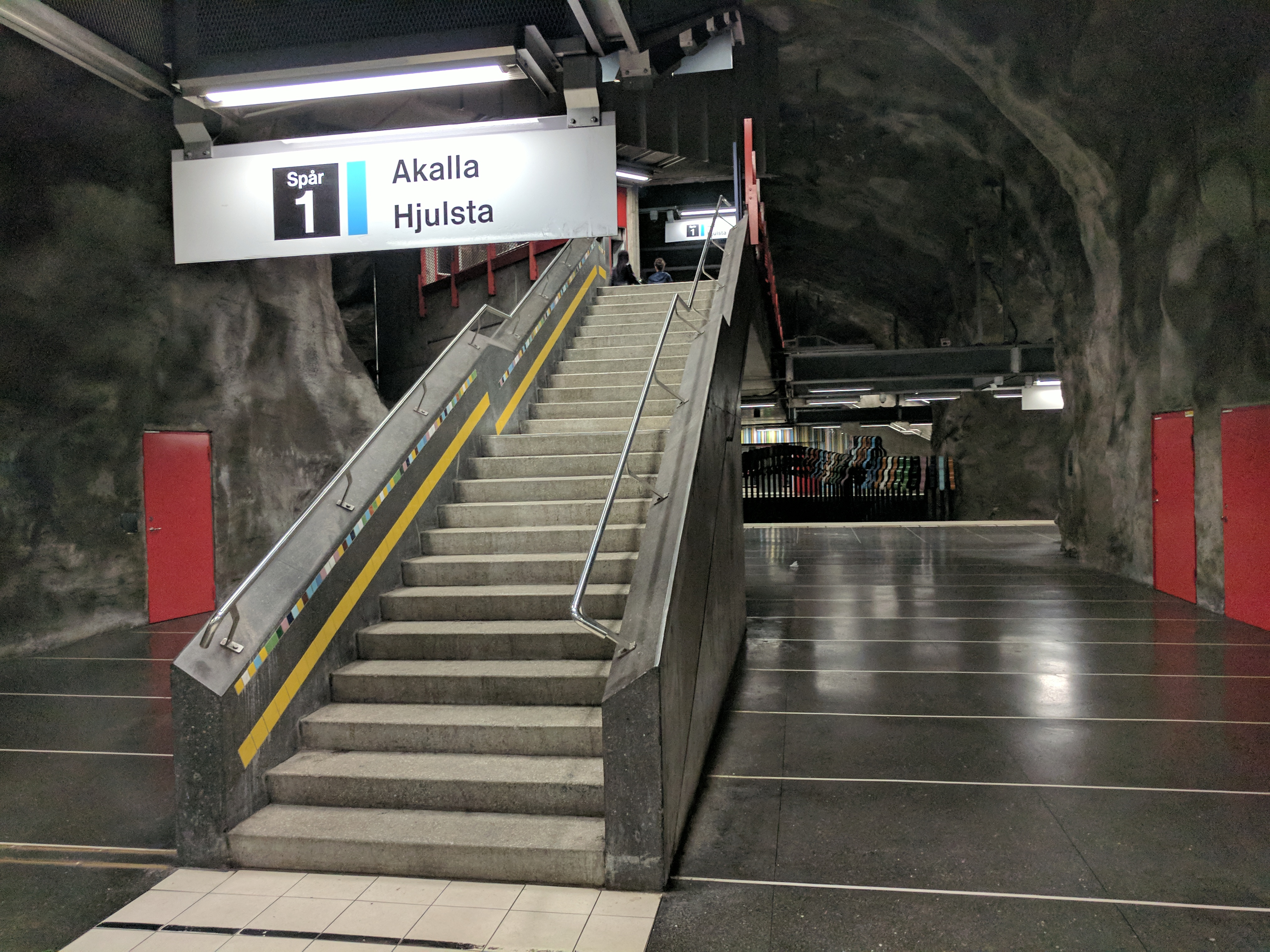
Gångbro.
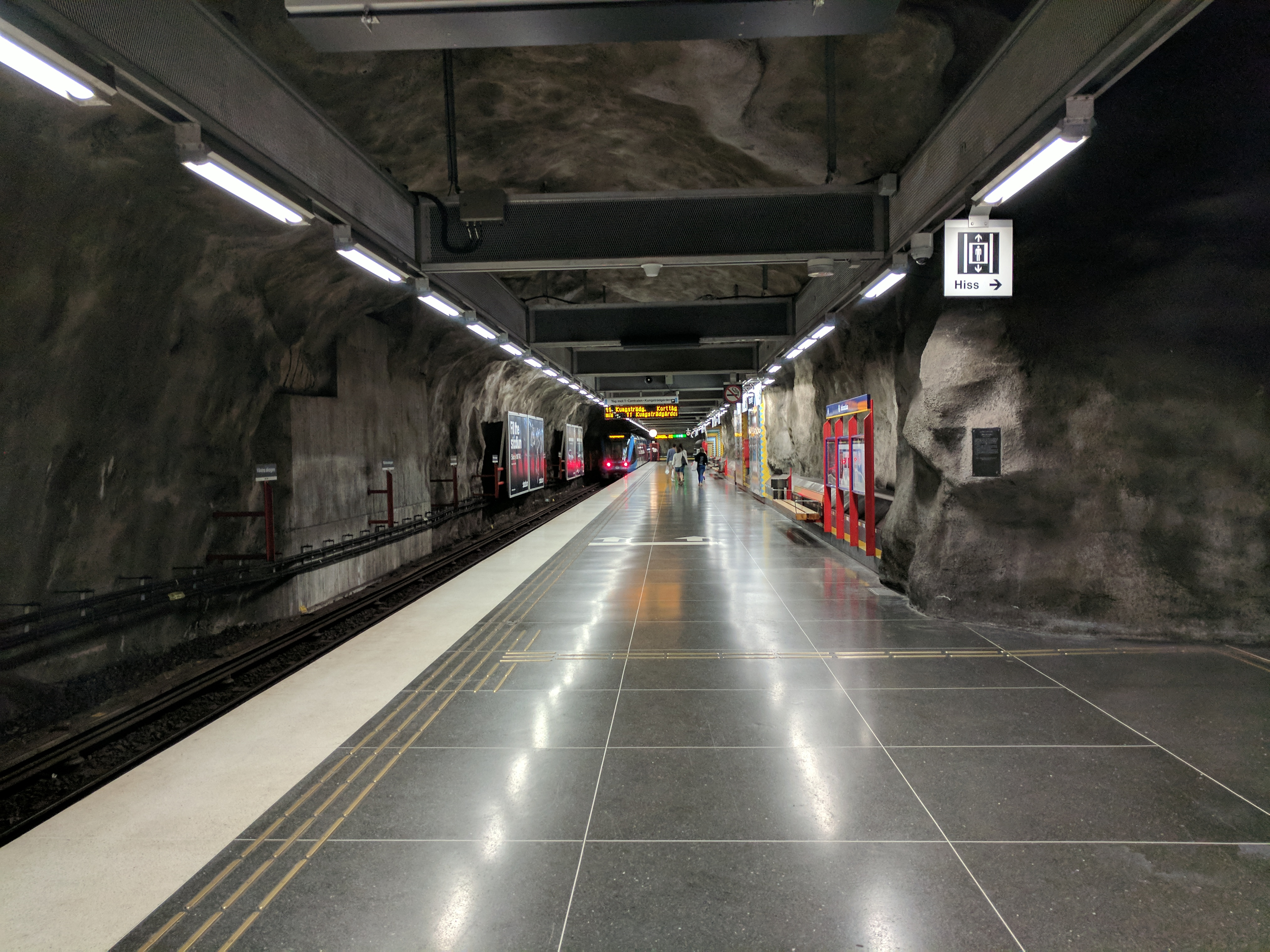
Perrong.